# Józef Koblański
Józef Koblański, zniekształcona forma nazwiska: Kobylański, krypt.: I. K.; I. K. S. Y.; J. K.; J. Kob., (ur. 2 marca 1738, zm. 1798) – polski poeta, tłumacz, pedagog i działacz edukacyjny. 

## Życiorys
Urodził się w Przemyskiem 2 marca roku 1738. W wieku 14 lat (14 września 1752) wstąpił do zakonu jezuitów w Krakowie. W roku szkolnym 1754/1755 studiował retorykę w Jarosławiu, filozofię w Kaliszu (lata 1775/1756-1756/1757), a następnie we Lwowie (1757/1758). W roku szkolnym 1758/1759 nauczał w infimie w Lublinie, a w następnym roku szkolnym w syntaksie we Lwowie. Tam też w latach 1759–1761 odbył poz kierunkiem T. Siekierzyńskiego specjalne studia matematyczno-fizyczne, natomiast w latach 1762–1766 studiował teologię. W roku szkolnym 1766/1767 spędził w Łaszczowie, w roku następnym powrócił do Jarosławia. W latach 1768–1769 pełnił funkcję zastępcy rektora konwiktu szlacheckiego w Ostrogu. W roku 1770 wysłany (na 2 lata, do roku 1772) na dalsze studia nauk ścisłych do Wiednia (w roli guwernera J. Puzyny) i Rzymu.
Przez niemal 3 lata współpracował z redakcją Monitora. W latach 1770–1774 był współpracownikiem Zabaw Przyjemnych i Pożytecznych. Kasata zakonu jezuitów zastała go w Krakowie, na stanowisku sekretarza prowincjała prowincji małopolskiej, J. Konarskiego. Wkrótce potem przeprowadził się do Warszawy, gdzie 16 maja roku 1774 uzyskał nominację na akademika. 10 lutego roku 1775 zyskał nominację członka Towarzystwa do Ksiąg Elementarnych, którego był gorliwym współpracownikiem aż do roku 1792 (opiniował podręcznik nauk ścisłych, współpracował w przygotowaniu wypisów z autorów klasycznych dla klas 5 i 6, uczestniczył w pracach programowych). W roku 1778 został mianowany proboszczem w należącym do Ogińskich Słonimiu. W tym okresie zbliżył się do rodu Czartoryskich.
Był członkiem Zgromadzenia Przyjaciół Konstytucji Rządowej. Został desygnowany przez konfederację targowicką do zasiadania w Towarzystwie do Ksiąg Elementarnych.
W 1797 roku, po rezygnacji Grzegorza Piramowicza z probostwa w Końskowoli, został jego następcą na tym intratnym probostwie. Zmarł w Końskowoli ledwie rok później (tam został też pochowany). 

## Twórczość
Pisał panegiryki, wiersze patriotyczne i liryki.

### Ważniejsze dzieła i utwory
- Oda na śmierć... Stanisława Konarskiego (Warszawa 1773), wyd. następne w: Wiersze wszystkie z łacińskich na polskie przełożone, Warszawa 1778; wiersz ten ogł. 2-krotnie w Zabawach Przyjemnych i Pożytecznych (1773, t. 8, cz. 1, s. 188-192 i cz. 2, s. 279-284) pod innymi tytułami jako utwór Mateusza Czarnka
- Uwagi na krytykę p. Bel, auctora "Actorum Lipsensium" (podane 17 września 1776 na posiedzeniu Towarzystwa do Ksiąg Elementarnych), fragm. z rękopisu Biblioteki Jagiellońskiej, sygn. 5335, ogł. Z. Florczak, L. Pszczołowska w: Ludzie Oświecenia o języku i stylu, t. 2, Wrocław 1958
- O płacach, rozdz. w zbiorze: Projekt. Ustawy Komisji Edukacji Narodowej dla stanu akademickiego i na szkoły w krajach Rzeczypospolitej przepisane, Warszawa 1781; wyd. następne popr.: Ustawy..., Warszawa 1783 (tu rozdz. XXIII: Płaca), wydawane parokrotnie, m.in. przedr.: J. Lewicki w: Ustawodawstwo szkolne za czasów Komisji Edukacji Narodowej..., Kraków 1925; S. Tync: Komisja Edukacji Narodowej, Wrocław (1954) Biblioteka Narodowa seria I, nr 126
- Dykcjonarz historyczny, ukończ. w roku 1782, niewydany, (praca zlecona przez Towarzystwo do Ksiąg Elementarnych; inform. Protokoły posiedzeń Towarzystwa do Ksiąg Elementarnych 1775-1792, wyd. T. Wierzbowski, Warszawa 1908 Komisja Edukacji Narodowej nr 36, s. 60)
- Dykcjonarz mitologiczny, opracowywany w latach 1783–1785 i następnych, niewydany, (praca zlecona przez Towarzystwo do Ksiąg Elementarnych; inform. Protokoły posiedzeń Towarzystwa do Ksiąg Elementarnych 1775-1792, wyd. T. Wierzbowski, Warszawa 1908 Komisja Edukacji Narodowej nr 36, s. 66, 71, 78)
- Bukiet dla Marianny Czartoryskiej, fragm. z rękopisu wyd. S. Tomkiewicz: Z wieku Stanisława Augusta t. 2, Kraków 1882, s. 72
- Wiersze w albumie Zofii Czartoryskiej w: Zbiór różnych wierszów polskich (z lat 1793-1794), rękopis: Biblioteka Narodowa (BOZ, sygn. 1942)
- Zbiór poezji, rękopis: Biblioteka Czartoryskich, sygn.: Ew. 1958; kopiariusz z końca XVIII wieku w Bibliotece Akademii Nauk USRR Lwów (Zbiory Baworowskich, sygn. 814/I); stamtąd wiersz: Nieszczęśliwa dla Polaków jesień 1773 – ogł. E. Rabowicz: Stanisław Trembecki w świetle nowych źródeł, Wrocław 1965 Instytut Badań Literackich. Studia z Okresu Oświecenia nr 3, s. 249-251.

Wiersze swe umieszczał ponadto w Monitorze (1767, nr 61) i Zabawach Przyjemnych i Pożytecznych (tu m.in.: Moje żądania do przyjaciela, 1773, t. 8, cz. 1, s. 121-123; Do Stanisława Potockiego, 1774, t. 10, cz. 1, s. 4-6).
Wiersze Koblańskiego znajdują się także w rękopisach: Biblioteka Czartoryskich, sygn. 2594, 3955; Biblioteka Kórnicka, sygn. 1619 i inne.

### Przekłady
- A. L. Thomas: Do ludu, Monitor 1768, nr 44-45
- Q. F. Horatius: Ody, Monitor 1769, nr 21; Zabawy Przyjemne i Pożyteczne 1771, t. 3, cz. 1, s. 190-192, t. 4, cz. 1, s. 15-16, 30-32, cz. 2, s. 406-414; przedr. w: Pieśni wszystkie Horacjusza przekładania różnych t. 1, Warszawa 1773
- Listy do potomności. Z francuskiego, Zabawy Przyjemne i Pożyteczne 1771, t. 4, cz. 2, s. 225-237 i odb.
- M. A. Muret, J. Zamoyski: (Korespondencja), Zabawy Przyjemne i Pożyteczne 1771, t. 4, cz. 2, s. 238-245.

Ponadto pomniejsze przekłady ogłaszano w Zabawach Przyjemnych i Pożytecznych (m.in.: z La Fontaine'a, 1770, t. 1, cz. 1, s. 39-40; z A. Deshoulières, 1770, t. 1, cz. 1, s. 45-48; 1771, t. 4, cz. 1, s. 3-7; z Liwiusza, 1771, t. 4, cz. 2, s. 211-221).

### Listy
- Do P. Potockiego, rękopis: Archiwum Główne Akt Dawnych (Archiwum Branickich, sygn. 541)
- Do I. Potockiego, rękopis: Archiwum Główne Akt Dawnych (Archiwum Wilanowskie, sygn. 279 a, nr 167)
- Do I. Czartoryskiej listy bez daty i z lat 1790-1796, rękopis: Biblioteka Czartoryskich, sygn. 1958.